# Václav Havel
Václav Havel (Prag, 5. listopada 1936. – Hrádeček, Vlčice, 18. prosinca 2011.), češki političar i pisac, jedan od ključnih ljudi tijekom pokreta zvanog Baršunasta revolucija.

## Životopis
Rodio se u veoma poduzetnoj i intelektualnoj obitelji koja je bila povezana s događajima u Češkoj 1920-ih i 1940-ih godina. Baš zbog toga, komunistički režim mu je zabranio studirati nakon završenog potrebnog školovanja. To je razlog zašto je pošao na naukovanje u kemijski laboratorij. Također je dopisno završavao još neke škole. Već kao tinejdžer, objavljivao je drame koje su izvođene i donijele mu međunarodni prestiž. Bio je aktivan sudionik pokreta Praško proljeće 1968. godine. Zbog toga je stavljen pod prismotru vlasti koje su ga često zlostavljale. Najdulje je u zatvoru proveo četiri godine.
Jedan od ljudi s kojim se javno svađao je poznati pisac Milan Kundera. Kada je došla 1989. i demokratske promjene su zahvatile Europu, Havel se ponovno uključio u revolucionarno djelovanje. Kao predsjednik organizacije Civilni forum, bio je jedan od onih s kojima su komunisti morali pregovarati. Od 1989. – 1992. bio je deseti predsjednik Čehoslovačke, a od 1993. do 2003. bio je predsjednik Češke u dva mandata. Iako demokratskiji nego Vladimir Mečiar iz susjedne Slovačke, ipak je bio meta kritika i kontroverzi, posebice jer je ukinuo smrtnu kaznu, iz zatvora pustio mnogo onih osuđenih za manje zločine i to što se protivio lustraciji. Njegov prijatelj Ivan Medek imenovan je direktorom ureda predsjednika Republike (kancelara).
Ženio se dva puta, prva supruga Olga nije se sviđala njegovoj majci. Ipak, bila je slavljena kao svetica u očima češkog naroda. Nakon Olgine smrti, drugi put se oženio glumicom, danas poznatom kao Dagmar Havlova.
Kako je Havel bio lančani (strastveni) pušač, dijagnosticiran mu je rak pluća u prosincu 1996. No, uspio ga je pobijediti.
Nakon toga Havel aktivno piše, dobio je i nagradu Amnesty Internationala Veleposlanik savjesti, zbog njegove borbe za ljudska prava. U Pragu je 2004. godine osnovana Knjižnica i memorijalno-dokumentacijski centar zaklade Vaclava Havela. Havel je umro 18. prosinca 2011. u svojoj kući u selu Hrádeček u općini Vlčice.

## Djela
Havel je u književnosti prvi autorski uspjeh postigao scenskom groteskom Vrtna svečanost (Zahradní slavnost) iz 1963. godine. U svojim dramama bavi se odnosom čovjeka, političkog sustava i ljudskog identiteta. Drame Službena obavijest (Vyrozumnění, 1965.), Otežana mogućnost koncentracije (Ztížená možnost soustředění, 1968.), Urotnici (Spiklenci, 1974.), Prosjačka opera (Žebrácká opera, 1975.), Audijencija (Audience, 1976.), Otvaranje izložbe (Vernisáž, 1976.), Protest (1979.), Gorski hotel (Horský hotel, 1981.), Pogreška (Chyba, 1983.), Largo desolato (1989.), Asanacija (Asanace, 1989.) i Kušnja (Pokoušení, 1990.) donijele su mu svjetsku popularnost. Uz drame napisao je i više knjiga eseja, studija, podlistaka i radova iz političke publicistike.
Na hrvatski jezik prevedene su njegove drame Izvještaj, Drugarsko veče, Iskušavanje, Audijencija, Izložba, Očajno smiješno, Odlaženje i Leptir na anteni (Motýl na anténě, 1975.).

## Zanimljivosti
Uoči 80. rođendana Václava Havela, na inicijativu Hrvatsko-češkog društva 4. listopada 2016. na fontanama kod Nacionalne i sveučilišne knjižnice u Zagrebu projiciran je Havelov lik. Time se i Grad Zagreb pridružio proslavi Havelovog 80. rođendana koji je prigodnim manifestacijama obilježen u Češkoj, kao i u drugim zemljama. Hrvatsko-češko društvo također je podnijelo prijedlog da jedna ulica u Zagrebu dobije ime Václava Havela.

## Vanjske poveznice
Ostali projekti
Tekstovi Václava Havela
- Zagađeni moralni okoliš  Arhivirana inačica izvorne stranice od 17. studenoga 2016. (Wayback Machine), novogodišnji govor naciji 1990. godine, www.mojsvijet.hr
- Nada za Europu, govor održan u Aachenu 15. svibnja 1996. godine, Revija za sociologiju 3-4/1996., Hrčak
- Što je istina?, govor održan 5. rujna 2000. godine prigodom primanja počasnog akademskog stupnja od Sveučilišta Michigan (SAD), Arhivski vjesnik 1/2007., Hrčak
- Leptir na anteni, drama iz 1975. godine, Kazalište 46/47 2011.

Mrežna mjesta
- Václav Havel, osobno mrežno mjesto (en, cs)
- Václav Havel kao Predsjednik Češke Republike (cs)
- Knihovna Václava Havla knjižnica i memorijalno-dokumentacijski centar zaklade Václava Havela